# حزب الاستعادة السياسي - ريح جديدة
حزب الاستعادة السياسي - ريح جديدة (維新政党・新風 Ishin Seitō Shimpū) هو حزب يميني ياباني قومي. تشمل الأفكار التي يروج لها استخدام القوات المسلحة للدفاع عن اليابان وترويج الإمبراطور الياباني كشخص أعلى من أي سلطة أخرى.
ومع ذلك فقد دعى الحزب كيمورا ميتسوهيرو إلى إحدى مناقشاتهم. ميتسوهيرو هي من المجموعة المتطرفة اليمينية (Issuikai)، ولديها صداقات مع سياسيين مثل جان ماري لوبان. نوقشت إحدى مسيرات جان ماري لوبان في فرنسا في إحدى مجلات الحزب.

## روابط خارجية
- (in Japanese) Restoration Political Party・New Wind - official web site